# Scooby-Doo
Cet article concerne la franchise américaine. Pour la série originale, voir Scooby-Doo (série télévisée d'animation). Pour le loisir créatif, voir Scoubidou.
Scooby-Doo (orthographié Scoubidou en France jusqu'en 2004) est une franchise américaine comprenant de nombreuses séries, téléfilms et films d'animation créée par les studios Hanna-Barbera.
Elle tire son nom de son personnage principal, un grand chien sympathique, gourmand et peureux, créé graphiquement par Iwao Takamoto et apparu pour la première fois en 1969 aux États-Unis dans la série Scooby-Doo, Where Are You !, réalisée par Joe Ruby et Ken Spears et diffusée sur le réseau CBS.
Depuis 2002, plusieurs films et téléfilms en prises de vues réelles ont été produits par Warner Bros, nouveau détenteur des droits après leur rachat de Hanna-Barbera en 1996.
La célébrité des personnages est telle que plusieurs acteurs américains acceptent de prêter leur voix en version originale en tant qu'invités.

## Développement

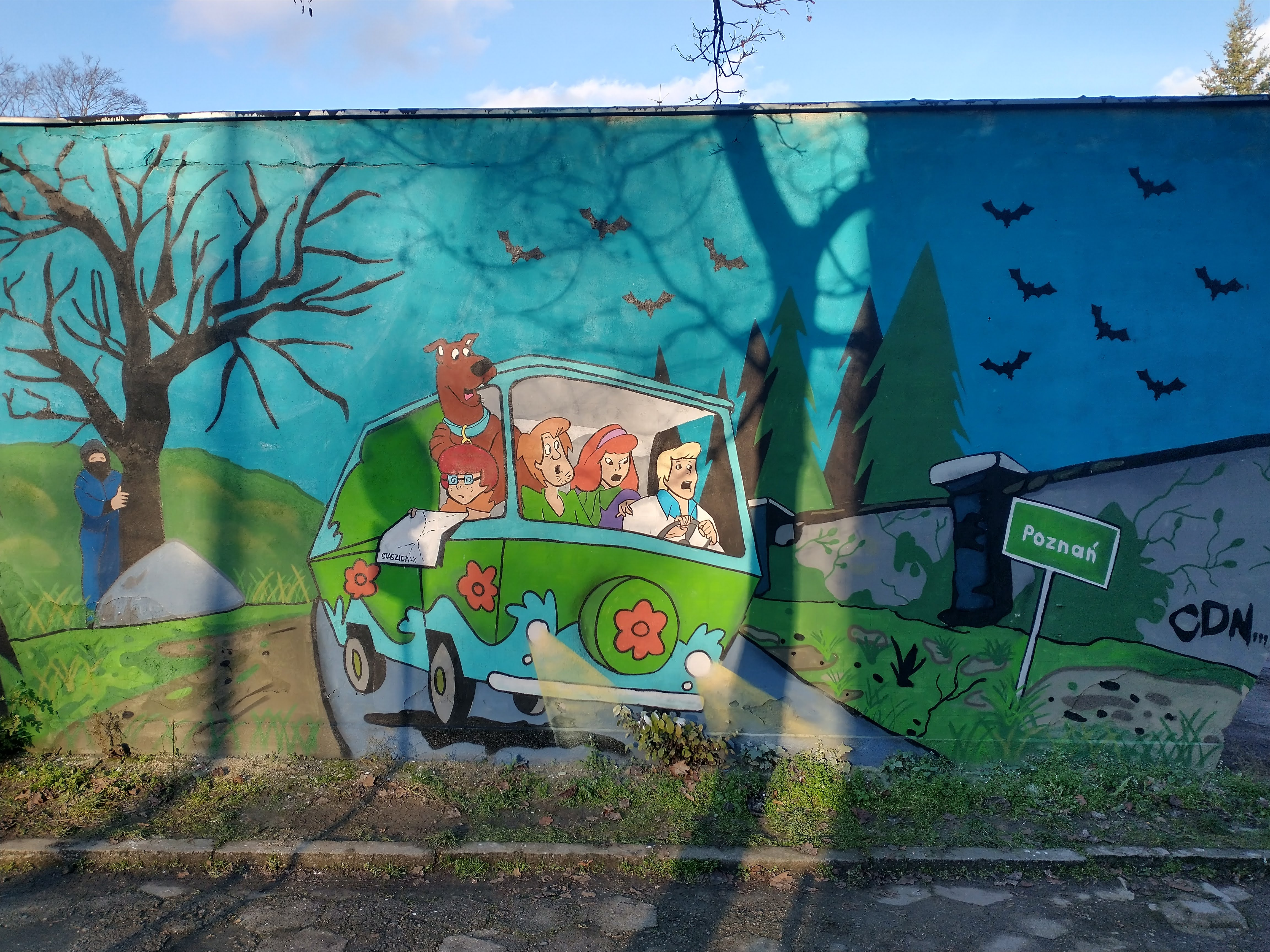
Dans leur camionnette « Mystery Machine », Scooby-Doo et ses amis humains ont perdu leur route et se retrouvent dans un endroit effrayant — graffiti dans la rue Szpitalna à Poznań en Pologne.

En 1968, des associations de parents, en particulier l'association Action for Children's Television (ACT), ont commencé à protester contre ce qu'elles percevaient comme une violence excessive dans les dessins animés du samedi matin. La plupart de ces émissions étaient des dessins animés d'Hanna-Barbera tels que Le Fantôme de l'espace, The Herculoids et Birdman and the Galaxy Trio, et pratiquement tous ont été annulés en 1969 en raison de la pression des groupes de parents. Les membres de ces groupes de parents ont servi de conseillers à Hanna-Barbera et à d'autres studios d'animation pour s'assurer que les nouveaux programmes seraient sans danger pour les enfants.
Fred Silverman, producteur exécutif responsable des programmes pour enfants du réseau CBS, cherchait un dessin animé qui revitaliserait sa grille du samedi matin. Le résultat fut le Archie Show, inspiré de la bande dessinée pour adolescents de Bob Montana, Archie. Fort de ce premier succès, Silverman contacta les producteurs William Hanna et Joseph Barbera afin de créer une nouvelle série ayant pour thème une bande d'adolescents, mais avec un attrait supplémentaire : les héros résoudraient des mystères. Silverman envisageait la série comme un croisement entre le populaire feuilleton radiophonique des années 1940 I Love a Mystery (en) et la célèbre série télévisée du début des années 1960 Dobie Gillis.
Hanna et Barbera confièrent le projet à deux de leurs scénaristes maison, Joe Ruby et Ken Spears, et au dessinateur Iwao Takamoto. Le concept original, intitulé Mysteries Five, mettait en scène cinq adolescents (Geoff, Mike, Kelly, Linda et son frère « WW ») et leur chien Too-Much, membres d'un groupe de rock et résolvant entre deux concerts des mystères impliquant des fantômes, zombies, et autres créatures surnaturelles.
Pour le caractère du chien, Ruby et Spears hésitaient entre un grand peureux et un petit courageux. La première option ayant été retenue, se posa ensuite le problème de la race : berger allemand stupide ou bobtail hirsute. Après consultation de Barbera, Too-Much devint un dogue allemand, afin d'éviter une trop grande ressemblance avec Archie dans lequel figurait déjà un bobtail, malgré les réticences de Ruby et de Spears qui craignaient que le personnage rappelle trop le héros de la bande dessinée Marmaduke (en). Iwao Takamoto consulta alors une collègue du studio, qui se trouvait être éleveuse de grands danois, afin de s'enquérir des caractéristiques de l'espèce puis décida de déroger à la réalité en ajoutant à son personnage des jambes arquées, un double menton et un dos cambré, entre autres anomalies.
Le projet connut encore plusieurs changements : les personnages de Geoff et Mike furent fusionnés en un seul appelé Ronnie (rebaptisé plus tard Fred, à la demande de Silverman), Kelly fut renommée Daphné, et Linda, Velma, et enfin, Shaggy (anciennement WW) n'était plus son frère. Silverman changea aussi le titre Mysteries Five, qu'il n'aimait pas, en Who's SS-Scared? (« Qui a p-p-peur ? ») avant de le présenter aux dirigeants de CBS, sous forme de storyboards et d'une séquence entièrement animée. Ceux-ci estimèrent toutefois que la série était trop effrayante pour le jeune public du samedi matin et la refusèrent.
Ruby et Spears retravaillèrent les scénarios pour les rendre plus comiques et moins effrayants. L'idée du groupe de rock fut abandonnée et l'attention se porta davantage sur les personnages de Shaggy et de Too-Much, rebaptisé Scooby-Doo. Selon Joe Ruby et Ken Spears, ce nom aurait été inspiré à Fred Silverman par le dernier vers en scat de la chanson Strangers in the Night interprétée par Frank Sinatra (« Doo-be-doo-be-doo »). La série fut quant à elle intitulée Scooby-Doo, Where Are You!. Ainsi modifié, le programme fut accepté par CBS.
Scooby-Doo lui-même a influencé de nombreux autres dessins animés du samedi matin des années 1970. Au cours de cette décennie, Hanna-Barbera et ses rivaux ont produit plusieurs programmes d'animation mettant également en scène des détectives adolescents résolvant des mystères avec un animal de compagnie ou une mascotte quelconque, notamment Josie and the Pussycats (1970-1971), The Funky Phantom (1971-1972), The Amazing Chan and the Chan Clan (1972-1973), Speed Buggy (1973-1974), Goober and the Ghost Chasers (1973-1974), Jabberjaw (1976-1978) et Captain Caveman and the Teen Angels (1977-1980).

## Personnages principaux

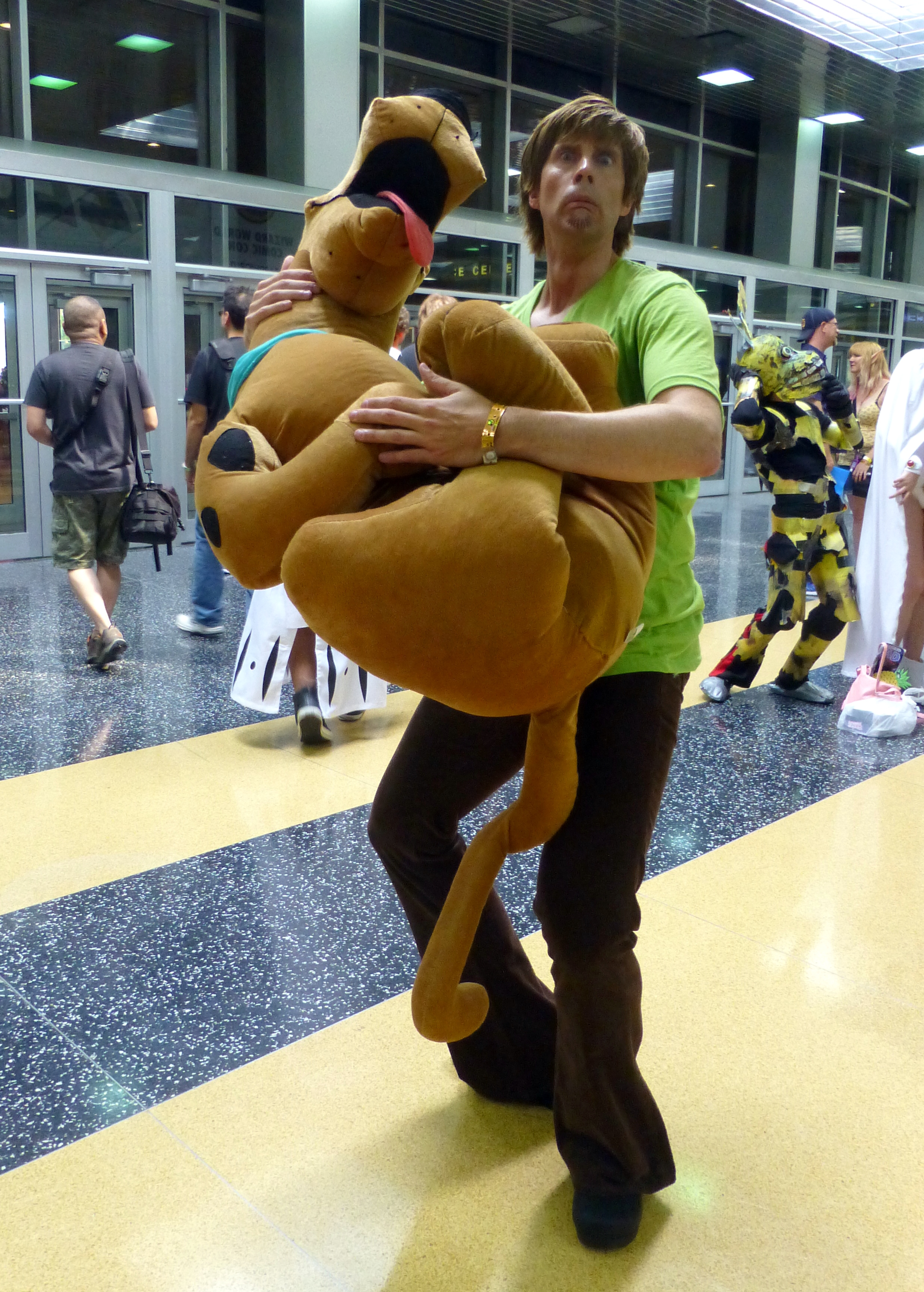
Cosplay de Sammy en compagnie de Scooby-Doo.

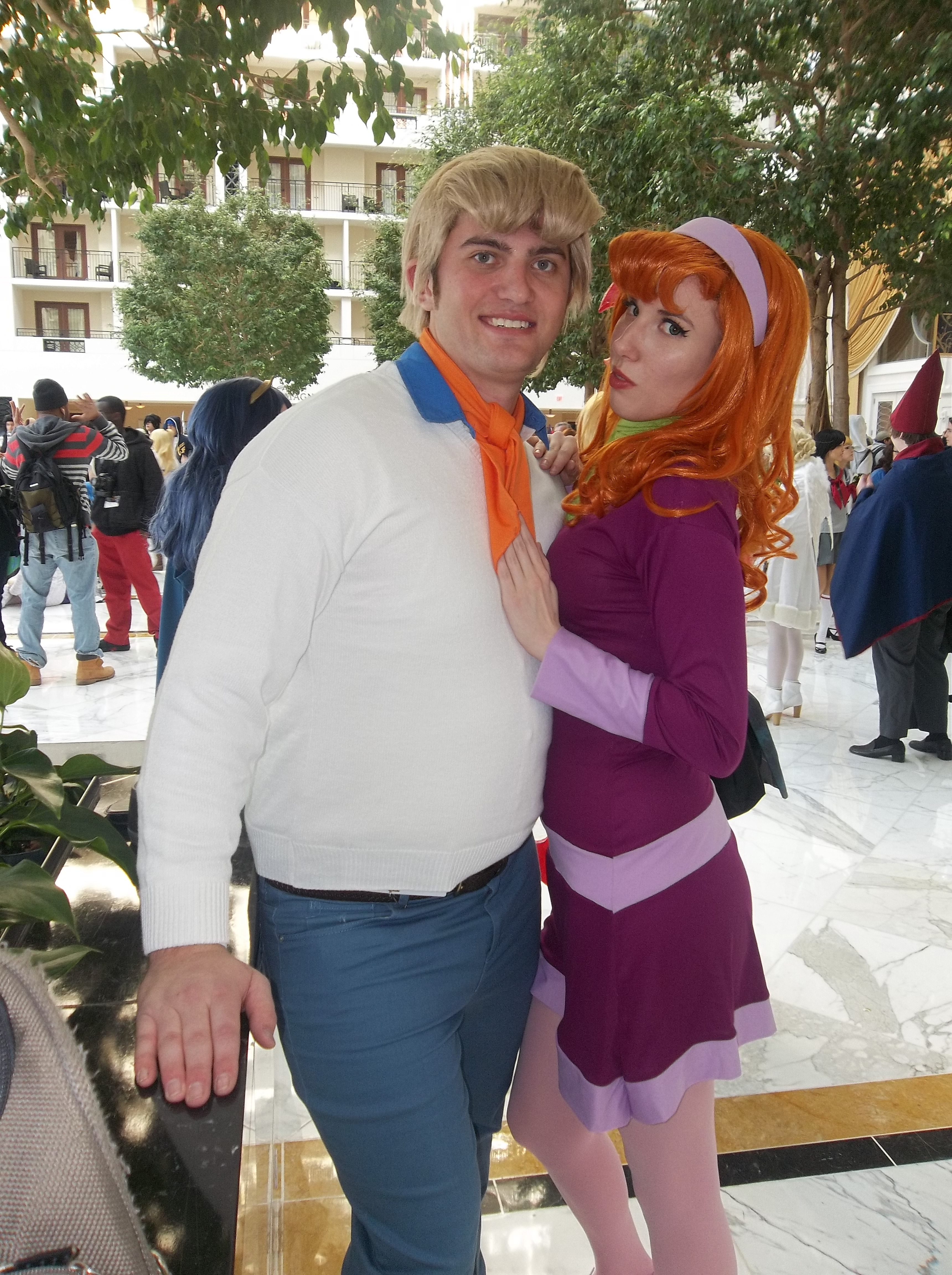
Cosplay de Fred Jones et Daphné Blake.

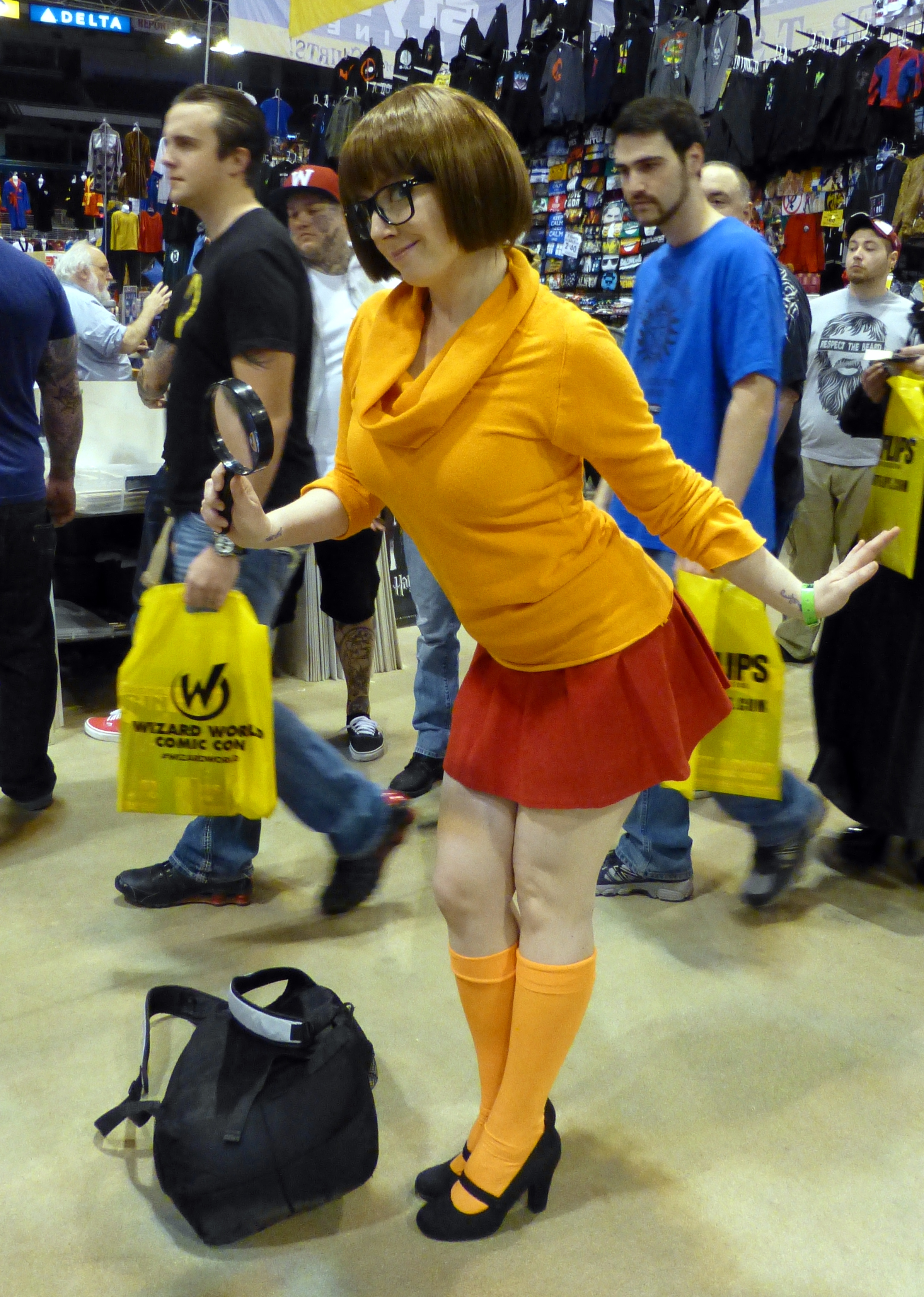
Cosplay de Vera Dinkley.

Scooby-Doo fait partie avec ses quatre compagnons humains de l'équipe Mystère et Cie (Mystery, Inc. en VO), spécialisée dans la résolution des phénomènes paranormaux :
- Scooby-Doo : grand danois, mascotte de l'équipe Mystère et compagnie. Son nom complet est Scoobert-Doo [5]. C'est aussi le meilleur ami de Sammy. Il est très gourmand et très peureux mais si ses amis sont en danger, il arrive toujours à surmonter sa peur pour leur venir en aide. Il prononce à la fin de chaque épisode : « Scooby-Dooby-Doo ». Il commence à marcher sur ses pattes arrière plutôt qu'à quatre pattes dans la série Scooby-Doo et Scrappy-Doo en 1979[6]. Dans la saison 11[7], on apprend qu'il serait un descendant des annunakis, des êtres inter-dimensionnels qui viennent sur terre pour aider les humains. C'est la raison pour laquelle il a la capacité de parler comme les Hommes. Il est également le dernier descendant de Péritas, le chien favori d’Alexandre le Grand[8].
- Sammy Norville Rogers (Shaggy en VO) : C'est un grand dadais mal rasé et aux cheveux longs, qui se fait souvent traiter de hippie ou de beatnik. C'est le meilleur ami de Scooby-Doo et, comme lui, il est goinfre et peureux mais fait preuve de courage quand ses amis sont en danger. Son expression favorite : « Genre ! » (ou « Mordicus ! »). La saison 10[9] nous apprend qu'il est le neveu d'Albert Shaggleford (côté maternel), un savant milliardaire. Il est également l'un des descendants du cow-boy Jack Rogers dit l'Élégant[10].
- Fred Jones : son nom entier est Frédéric Jones, beau garçon blond, chef et meneur de l'équipe. C'est le « M. Muscle » de plus de 90 kg. Il invente des pièges un peu farfelus qui, la plupart du temps, ne fonctionnent pas. Sa phrase favorite:« C'est l'heure des pièges! ». Dans le téléfilm Scooby-Doo et le Monstre du lac, on apprend que Fred est en réalité brun et qu'il décide à partir de cette aventure de se teindre en blond.
- Vera Dinkley (Velma en VO) : petite brune à lunettes, c'est le cerveau de l'équipe et le second leader. Elle parvient toujours à résoudre les énigmes, même les plus complexes. Sa réplique fétiche : « Jinkies! » (en VF, « J'ai un indice ! »). Elle est l'une des dernières descendantes de la famille von Dikenstein, originaire d’Allemagne[11]. La vie du Dr Dinkenstein et ses recherches sur le « secret de la vie » auraient inspiré à Mary Shelley son roman Frankenstein ou le Prométhée moderne.
- Daphné Blake : jolie rousse qui adore la mode. Elle ne part jamais à l'aventure sans des chaussures de rechange. Dans l'épisode Scooby-Doo et le Monstre du loch Ness[12], on apprend que Daphné est l'une des descendantes de la famille Blake du Loch Ness, dont le château de famille situé sur les rives du lac du Loch Ness appartient toujours à sa cousine Shannon. Elle a également pour aïeule une célèbre pirate : Amélia Rose Blake dite "Ginger Furz" (Le fantôme de Barbe-à-Gauche, Trop cool, Scooby-Doo ! S02E26).

Ils sont tous originaires de la petite ville de Crystal Cove, « la ville de tous les mystères », surnommée « l'endroit le plus hanté de la planète ». C'est sur cette réputation que s'est construite l'industrie touristique de la ville. Les premières traces de phénomènes inexpliqués de la région remontent à l'année 1632, quand une garnison de conquistadors espagnols a mystérieusement disparu dans les environs du port. Cette malédiction a frappé à nouveau en 1765, quand une congrégation de missionnaires a disparu sans laisser de traces. Après ce drame, les disparitions se sont arrêtées, jusqu'à il y a une centaine d'années environ, quand Cleptus Darrow trouva un énorme gisement d'or. Il renomma alors la ville Crystal Cove. La plupart des gens croyaient la malédiction levée, mais juste après la famille Darrow disparut sans explication un soir d'Halloween. Personne ne les a jamais revus… D’après le téléfilm Scooby-Doo! The Mystery Begins, la bande d’adolescents serait originaire de la petite ville de Coolsville, aux États-Unis. À la fin du XIXe siècle, le barrage du fleuve en amont de la ville se brisa et toute la ville fut emportée. Une grande partie de la population périt ce jour-là. Par-dessus l’ancienne ville, on en bâtit une nouvelle.
Ensemble, ils forment le groupe Mystères associés, spécialisé dans la résolution de mystères. Au fil des épisodes de la saison 11, on apprend qu'avant eux, d'autres groupes ont assuré la même fonction à travers le temps :  
- les chasseurs de secrets mayas et leur jaguar Spot ;
- la fraternité du mystère et leur âne Gordo ;
- l’alliance du mystère et leur putois El Fungi ;
- le gang du mystère et leur taureau Tini ;
- la loge philanthrope des mystères et leur Orang-Outang Mr Pitchis ;
- la confrérie du mystère et leur chat Ouiskers ;
- enfin, Mystères associés 1 (composé de Ricky Owens, Cassidy Williams, Brade Chiles et Judy Reeves), leur perroquet, le professeur Périclès et leur van, la Enigma Machine.

Ils se déplacent dans un van baptisé la Mystery Machine, conduit principalement par Fred et occasionnellement par Sammy (Daphné et Vera ne faisant que de très rares apparitions au volant) mais notons qu'il arrive que ce soit Scooby-Doo qui prenne le volant du van mais à de très rares occasions. Dans l'épisode It's Mean, It's Green, It's the Mystery Machine, on apprend que les anciens propriétaires de la fourgonnette étaient une famille populaire : la famille Dinwiddie, dont les enfants, Andy et Mandy, formaient le groupe de musique connu sous le nom Mystery Kids. On apprend également que c'est cette famille qui est l’origine de la décoration de la fourgonnette (couleurs, fleurs et nom). Une autre histoire de son origine est proposée dans le film Scooby-Doo! The Mystery Begins. Le van serait le véhicule du jardinier qui travaillait pour les parents de Daphné, cette dernière devait avoir cette voiture pour ses 16 ans, vers la fin du film le gang peint et décore le camion qui devient la Mystery Machine. Dans la saison 7, le groupe réduit (sans Fred et Vera mais avec Scrappy-Doo, le neveu de Scooby-Doo) se déplace à bord de la Mystery Machine Flying, un avion piloté par Sammy.

## Œuvres

### Séries télévisées d'animation (depuis 1969)
| #  | Titre français                                                                    | Titre original                                                            | Diffusion d'origine | Chaîne d’origine (États-Unis)                                                | Chaîne d'origine (France) | Nombre d'épisodes | Nombre de saisons |
| -- | --------------------------------------------------------------------------------- | ------------------------------------------------------------------------- | ------------------- | ---------------------------------------------------------------------------- | ------------------------- | ----------------- | ----------------- |
| 1  | Scoubidou puis Scooby-Doo, où es-tu ?                                             | Scooby-Doo, Where Are You!                                                | 1969-1970           | CBS                                                                          | TF1                       | 25                | 2                 |
| 2  | Fantomatiquement vôtre, signé Scoubidou puis Les Grandes Rencontres de Scooby-Doo | The New Scooby-Doo Movies                                                 | 1972-1973           | CBS                                                                          | TF1                       | 24                | 2                 |
| 3  | Scooby-Doo Show                                                                   | The Scooby-Doo Show                                                       | 1976–1978           | ABC                                                                          | TF1                       | 40                | 3                 |
| 4  | Scooby-Doo et Scrappy-Doo                                                         | Scooby-Doo and Scrappy-Doo                                                | 1979–1980           | ABC                                                                          | Antenne 2                 | 16                | 1                 |
| 5  | Les Voyages fantomatiques de Scoubidou                                            | Scooby-Doo et Scrappy-Doo Show                                            | 1980–1982           | ABC                                                                          | Antenne 2                 | 99                | 3                 |
| 6  | Mystérieusement vôtre, signé Scoubidou                                            | The All-New Scooby and Scrappy-Doo Show puis The New Scooby-Doo Mysteries | 1983–1984           | ABC                                                                          | Canal+                    | 52                | 2                 |
| 7  | Les Treize Fantômes de Scooby-Doo                                                 | The 13 Ghosts of Scooby-Doo                                               | 1985                | ABC                                                                          | Canal+                    | 13                | 1                 |
| 8  | Scooby-Doo : Agence Toutou Risques                                                | A Pup Named Scooby-Doo                                                    | 1988-1991           | ABC                                                                          | Canal+                    | 30                | 3                 |
| 9  | Quoi d'neuf Scooby-Doo ?                                                          | What's New Scooby-Doo ?                                                   | 2002–2005           | The WB                                                                       | France 3                  | 42                | 3                 |
| 10 | Sammy et Scooby en folie                                                          | Shaggy and Scooby-Doo Get a Clue !                                        | 2006–2008           | The CW                                                                       | France 3                  | 26                | 2                 |
| 11 | Scooby-Doo : Mystères associés                                                    | Scooby-Doo! Mystery, Inc.                                                 | 2010-2013           | Cartoon Network                                                              | France 3                  | 52                | 2                 |
| 12 | Trop cool, Scooby-Doo !                                                           | Be Cool, Scooby-Doo!                                                      | 2015-2018           | Cartoon Network (saison 1) Boomerang (saison 2)                              | France 3 Boomerang        | 53                | 2                 |
| 13 | Scooby-Doo et Compagnie                                                           | Scooby-Doo And Guess Who ?                                                | 2019-2021           | Boomerang (saisons 1 / saison 2, ép.1 à 15) HBO Max (depuis saison 2, ép.16) | France 3 Boing Boomerang  | 52                | 2                 |
| 14 | Véra                                                                              | Velma                                                                     | 2023-2024           | HBO Max / Max                                                                | Max                       | 21                | 2                 |

### Émissions spéciales
(octobre 2021).
Améliorez-le ou discutez des points à vérifier. 
- Scooby-Doo fait son cinéma (Cartoon Network, Boomerang)
- 1969-2005 : Scooby-Doo! Boo[17]!
- 1976-1977 : The Scooby-Doo/Dynomutt Hour sur ABC - 16 épisodes, 1 saison
- 1977-1978 : Scooby's All-Star Laff-a-Lympics puis Scooby's All-Stars sur ABC - 24 épisodes, 2 saisons
- 1980-1981 : The Richie Rich and Scooby-Doo Show sur ABC - 21 épisodes, 2 saisons
- 1982 : The Scooby and Scrappy-Doo/Puppy Hour sur ABC - 13 épisodes, ?? saisons
- 1982 : Pac Preview Party
- 1984-1985 : Scary Scooby Funnies sur ABC - 20 épisodes, 1 saison
- 1985-1986 : Scooby's Mystery Funhouse sur ABC - 20 épisodes, 1 saison
- 2001-2007 : The Grim Adventures of Billy & Mandy
- 2002-2007 : Harvey Birdman, Attorney at Law
- 2004-2008 : Scooby-Gang
- 01/11/2006 : Scooby-Doo et la Cybertrouille sur France 3
- 2007-2008 : La grande Scooby-Trouille (2) avec Priscilla Betti)[18] dans un épisode pour Halloween sur Toowam (FR3)
- 14/02/2007 : La grande Scooby-Love - Toowam sur France 3
- 20/02/2007 : La Grande Scooby-Crêpe Party Magazine sur France 3
- 2012 : Scooby-Doo et les arènes d'Halloween sur France 3
- 2011-2013 : Scooby-Doo en France sur France 3 - 21 épisodes, ? saisons
- 2013 : State Farm
- 2017-2018 : Le Guide du froussard sur France 3 - 20 épisodes, 2 saisons
- 2018 : Le Grand Défi Scooby sur France 3
- 2019 : Scooby-Doo en Europe sur France 3 - 20 épisodes, 1 saison
- 2019 : Scooby: Extras
- 2021 : Scooby-Doo : Mission Environnement sur Okoo (France TV), France 3 et France 4 - 20 épisodes, 1 saison
- 2023 : Scooby-Doo et les mystères de la nature sur Okoo (France TV) - 20 épisodes, 1 saison

### Mini-séries
- Hanna-Barbera Educational Filmstrips
  - The Great Grammar Hunt (1978)
  - Scooby-Doo Locates the Locus (1978)
  - Black Explorers (1978)
  - The Signs of the Times (1978)
  - Let's Go to Press (1978)
  - Help Wanted (1979)
  - Skip Deep (1980)
- February 8, 2005 : An Evening with the Scooby-Doo Gang
- August 15, 2006 : The Hanna-Barbera Kennel Club Roasts Scooby-Doo

### Téléfilms d'animation

#### Années 1970
- 1976 : Everyone Hyde!
- 1976 : What Now, Lowbrow?
- 1976 : The Wizard of Ooze
- 1978 : Hanna-Barbera's All-Star Comedy Ice Revue de Walter C. Miller
- 1979 : Scooby-Doo à Hollywood (Scooby-Doo Goes Hollywood) de Ray Patterson[19]

#### Années 1980
- 1987 : Scooby-Doo et les Boo Brothers (Scooby-Doo Meets the Boo Brothers) de Paul Sommer[20]
- 1988 : Scooby-Doo et l'École des sorcières (Scooby-Doo and the Ghoul School) de Charles A. Nichols[20]
- 1988 : Scooby-Doo et le Rallye des monstres (Scooby-Doo and the Reluctant Werewolf) de Ray Patterson
- 1989 : Hanna-Barbera's 50th: A Yabba Dabba Doo Celebration de Marshall Flaum

#### Années 1990
- 1994 : Scooby-Doo et les Contes des mille et une nuits (Scooby-Doo in Arabian Nights) de Jun Falkenstein, Joanna Romersa[21]
- 1997 : Bravo Dooby-Doo
- 1998 : Scooby-Doo: Behind the Scenes
- 1998 : Case One: How They Got Started
- 1998 : Case Two: That Meddling Dog, Scooby-Doo
- 1998 : Case Three: That Meddling Hippee, Shaggy
- 1998 : Case Four: That Meddling Kid, Daphne
- 1998 : Case Five: Velma, That Meddling Brain
- 1998 : Case Six: Fred and That Meddling Ascot
- 1998 : Case Seven: Those Finger-Pointing Villains
- 1998 : Case Eight: Those Meddling Kids, Together Again
- 1999 : The Scooby-Doo Project
- 1999 : Family Guy (série TV)

#### Années 2000
- 2000 : Scooby-Doo/Courage the Cowardly Dog Scare-A-Thon
- 2001 : Night of the Living Doo
- 2002 : Shaggy Busted

#### Années 2010
- 2011 : Bat-Mite Presents: Batman's Strangest Cases!
- 2013 : Downton Shaggy
- 2018 : Monster Party
- 2019 : Cartoon Feud

#### Année 2020
- (fin) 2021 : The Scooby-Doo Reunion Special - Scooby-Doo, Where Are You Now!

### Films d'animation sortis directement en vidéo
Note : Les titres français des sept premiers films comportaient encore l'orthographe « Scoubidou ». Par la suite, l'orthographe anglo-saxonne a été adoptée comme titre générique, point d'exclamation inclus.

#### Années 1990
- 1998 : Scoubidou sur l'île aux zombies (Scooby-Doo! on Zombie Island) de Jim Stenstrum
- 1999 : Scoubidou et le Fantôme de la sorcière (Scooby-Doo! and the Witch's Ghost) de Jim Stenstrum

#### Années 2000
- 2000 : Scoubidou et les Extraterrestres (Scooby-Doo! and the Alien Invaders) de Jim Stenstrum
- 2001 : Scoubidou et la Cybertraque (Scooby-Doo! and the Cyber Chase) de Jim Stenstrum
- 2003 : Scoubidou et les Vampires (Scooby-Doo! and the Legend of the Vampire) de Scott Jeralds
- 2003 : Scoubidou et le Monstre du Mexique (Scooby-Doo! and the Monster of Mexico) de Scott Jeralds
- 2004 : Scoubidou et le Monstre du loch Ness (Scooby-Doo! and the Loch Ness Monster) de Scott Jeralds et Joe Sichta
- 2005 : Aloha, Scooby-Doo ! (Aloha, Scooby-Doo!) de Tim Maltby
- 2005 : Scooby-Doo au pays des pharaons (Scooby Doo! in Where's My Mummy?) de Joe Sichta
- 2006 : Scooby-Doo et le Triangle des Bermudes (Scooby-Doo! Pirates Ahoy!) de Chuck Sheetz
- 2007 : Scooby-Doo : Du sang froid (Chill Out Scooby-Doo!) de Joe Sichta
- 2008 : Scooby-Doo et la Créature des ténèbres (Scooby-Doo! and the Goblin King) de Joe Sichta
- 2009 : Scooby-Doo et le Sabre du samouraï (Scooby-Doo! and the Samurai Sword) de Christopher Berkeley

#### Années 2010
- 2010 : Scooby-Doo : Abracadabra (Scooby-Doo! Abracadabra-Doo) de Spike Brandt et Tony Cervone
- 2010 : Scooby-Doo : La Colonie de la peur (Scooby-Doo! Camp Scare) de Ethan Spaulding
- 2011 : Scooby-Doo : La Légende du Phantosaur (Scooby-Doo! Legend of the Phantosaur) de Ethan Spaulding
- 2012 : Scooby-Doo : Le Chant du vampire (Scooby-Doo! Music of the Vampire) de David Block
- 2012 : Scooby-Doo : Tous en piste (Big Top Scooby-Doo!) de Ben Jones
- 2013 : Scooby-Doo : Blue Falcon, le retour[23] (Scooby-Doo! Mask of the Blue Falcon) de Michael Goguen
- 2013 : Scooby-Doo et la Carte au trésor (Scooby-Doo! Adventures: The Mystery Map) de Jomac Noph
- 2013 : Scooby-Doo et le Fantôme de l'Opéra (Scooby-Doo! Stage Fright) de Victor Cook
- 2014 : Scooby-Doo et la Folie du catch (Scoooby-Doo! WrestleMania Mystery) de Brandon Vietti
- 2014 : Scooby-Doo : Aventures en Transylvanie[24] (Scooby-Doo! Frankencreepy) de Paul McEvoy
- 2015 : Scooby-Doo et le Monstre de l'espace (Scooby-Doo! Moon Monster Madness) de Paul McEvoy
- 2015 : Scooby-Doo : Rencontre avec Kiss[25] (Scooby-Doo! And Kiss: Rock and Roll Mystery) de Spike Brandt et Tony Cervone
- 2016 : Scooby-Doo et WWE : La Malédiction du pilote fantôme (Scooby-Doo! and WWE: Curse of the Speed Demon) de Tim Divar
- 2017 : Scooby-Doo : Le Clash des Sammys (Scooby-Doo! Shaggy's Showdown) de Matt Peters
- 2018 : Scooby-Doo et Batman : L'Alliance des héros (Scooby-Doo! & Batman: The Brave and the Bold) de Jake Castorena
- 2018 : Scooby-Doo et le Fantôme gourmand (Scooby-Doo! and the Gourmet Ghost) de Doug Murphy
- 2019 : Scooby-Doo et la Malédiction du 13e fantôme (Scooby-Doo! and the Curse of the 13th Ghost) de Cecilia Aranovich
- 2019 : Scooby-Doo : Retour sur l'île aux zombies (Scooby-Doo! Return to Zombie Island) de Cecilia Aranovich

#### Années 2020
- 2020 : Joyeux Halloween, Scooby-Doo! (Happy Halloween, Scooby-Doo!) de Maxwell Atoms
- 2021 : Scooby-Doo et la légende du Roi Arthur (Scooby-Doo! The Sword and the SCOOB) de Maxwell Atoms, Christina Sotta et Mel Zwyer
- 2021 : Scooby-Doo et Courage, le chien froussard (Straight Outta Nowhere: Scooby-Doo! Meets Courage the Cowardly Dog) de Cecilia Aranovich
- 2022 : Scooby-Doo et la mission d'Halloween (Trick or Treat Scooby-Doo!) de Audie Harrison
- 2023 : Scooby-Doo et Krypto (Scooby-Doo! and Krypto too !) de Cecilia Aranovich, (initialement prévu puis annulé pour cause de restriction budgétaire, il fuite quand même dans sa version finale entièrement sur internet et sort finalement en octobre 2023)

### Épisodes spéciaux sortis directement en vidéo
- 2012 : Scooby-Doo : Les Jeux monstrolympiques[26] (Scooby-Doo! Spooky Games) de Mark Banker
- 2012 : Scooby-Doo et les Vacances de la peur[27] (Scooby-Doo! Haunted Holidays) de Michael Keaton, Tom Humber et Mike Reiss
- 2013 : Scooby-Doo et l’Épouvantable Épouvantail[28] (Scooby-Doo! and the Spooky Scarecrow) de Michaël Goguen
- 2013 : Scooby-Doo au secours de la NASA (Scooby-Doo! Mecha Mutt Menace) de Rick Copp
- 2014 : Scooby-Doo : Frayeur à la Coupe du monde de football[29] (Scooby-Doo! Ghastly Goals) de Mark Banker
- 2015 : Scooby-Doo et le Monstre de la plage (Scooby-Doo! and the Beach Beastie) de Joel Opera

### Crossoversentre séries
- 2000 : That '70s Show, épisode C'est la fête (s.2, ép.17) : Hyde, Kelso, Eric et Fez se retrouvent dans une parodie en animation de Scooby-Doo.
- 2003 : Les Looney Tunes passent à l'action
- 2005 : Robot Chicken
- 2005 : The Grim Adventures of Billy and Mandy
- 2007 : Drawn Together.
- 2007 : Haunting Experiences: Ghosts in Contemporary Folklore (Livre où est mentionné Scooby-Doo)
- 2008 : Yin Yang Yo !
- 2008 : Super Tom saison 5 épisode 2 (Scooby-Doo: Mystery Mayhem)
- 2011 : Batman : L'Alliance des héros, film Scooby-Doo et Batman : L'Alliance des héros
- 2018 : Supernatural, épisode Scoobynatural (saison 13, épisode 16)
- 2018 : OK K.O.! Let's Be Heroes: Monster Party
- 2019 : Teen Titans Go! : Scooby-Doo / Sammy (saison 5, épisode 48)
- 2021 : Space Jam : Nouvelle Ère :

### Films de l'univers cinématographique Hanna-Barbera
- 2020 : Scooby ! (Scoob!) de Tony Cervone
- Une suite pour Scooby ! était initialement prévue mais elle fut annulée à la suite du rachat de Warner par Discovery

Ce film prévu sorti lors de l'année 2020 est destiné à lancer un univers cinématographique basé sur les créations télévisés de Hanna-Barbera. Le film sera peut-être suivi par d'autres adaptations de séries Hanna- Barbera comme Les Pierrafeu, Les Jetson ou Les Fous du volant,.

### Service de streaming
- Était prévu Fin 2022 : ? (Scoob!: Holiday Haunt) de Tony Cervone (Annulé par Warner à la suite du rachat par Discovery, ainsi que le film Batgirl)

### Films en prises de vues réelles
- 2002 : Scooby-Doo (Scooby-Doo) de Raja Gosnell
- 2004 : Scooby-Doo 2 : Les monstres se déchaînent (Scooby-Doo 2: Monsters Unleashed) de Raja Gosnell

### Téléfilms en prises de vues réelles
- 2009 : Scooby-Doo : Le mystère commence (Scooby-Doo! The Mystery Begins) de Brian Levant
- 2010 : Scooby-Doo et le Monstre du lac (Scooby-Doo! Curse of the Lake Monster) de Brian Levant
- 2018 : Daphne et Vera (Daphne and Velma) de Suzi Yoonessi

### SérieLego
Longs métrages
- 2015 : Lego Scooby-Doo : Terreur au temps des chevaliers (Lego Scooby-Doo! Knight Time Terror), moyen métrage de Rick Morales ;
- 2016 : Lego Scooby-Doo : Le Fantôme d'Hollywood (Lego Scooby-Doo! Haunted Hollywood) de Rick Morales[33] ;
- 2017 : Lego Scooby-Doo : Mystère sur la plage (Lego Scooby-Doo! Blowout Beach Bash) d'Ethan Spaulding[34].

### Web-série
LEGO Scooby-Doo (stop motion series)
- 2015 : Lego Scooby-Doo! The Tag-Sale Clue
- 2015 : Lego Scooby-Doo! Donuts Save the Day!
- 2015 : Lego Scooby-Doo! Doorway Debacle
- 2015 : Lego Scooby-Doo! Ghouls on Wheels
- 2015 : Lego Scooby-Doo! The Getaway
- 2015 : Lego Scooby-Doo! Creepy Creep Out
- 2015 : Lego Scooby-Doo! Impossible Imposters

Stand alone, made in 2D
- 2015 : Scooby-Dooby-Doo!

LEGO Scooby-Doo, suite (stop motion series)
- 2015 : Lego Scooby-Doo! Trick and Treat
- 2016 : Lego Scooby-Doo! Mystery Machine Mash-Up
- 2016 : Lego Scooby-Doo! Lighthouse Lunch Break
- 2016 : Lego Scooby-Doo! Scary Sleepover
- 2016 : Lego Scooby-Doo! Nice Ride
- 2016 : Lego Scooby-Doo! If You Build It, Pizza Will Come
- 2016 : Lego Scooby-Doo! Mummy Museum Mystery
- 2016 : Lego Scooby-Doo! Danger Prone Daphne
- 2016 : Lego Scooby-Doo! Wicked Warehouse Pursuit

Scooby-Doo! Mystery Cases (stop motion series)
- 2018 : The Case Of The Scooby Snack Specter
- 2018 : The Case Of The Swamp Picnic Showdown
- 2018 : The Case Of The Speed Vampire
- 2018 : The Case Of The Monster Birthday
- 2018 : The Case Of The Party Mayhem
- 2018 : The Case Of The Ghost In The Theater
- 2018 : The Case Of The Bad Science Ghost
- 2018 : The Case Of The Vanishing Van
- 2018 : The Case Of The Beach Pirate Bonanza
- 2018 : The Case Of The Very Spooky Cave
- 2018 : The Case Of The Monster Mansion
- 2018 : The Case Of The Gift Grabber
- 2018 : The Case Of The Problematic Pumpkin Pie

Scooby-Doo! Mini-Mysteries (stop motion series)
- 2018 ou 2019 : What's Mine Is Yours
- 2019 : Ice To Meet You
- 2019 : Cotton Candy Chaos
- 2019 : Beware the Barbecue Bash

Scooby-Doo! Playmobil Mini Mysteries (stop motion series)
- 2020 : Big Screen
- 2020 : The Line Up

## Produits dérivés

### Objets[35]

#### Vêtements
Vendus sur divers sites d'annonces, par exemple (LeBonCoin, Vinted, ParuVendu, ...)
Costumes, déguisments, pyjamas, pantalons, shorts, t-shirts, maillots, casquettes, plus récemment des masques (Covid), etc

#### Art de la table
Verres, assiettes, etc ...

#### Figurines et autres jouets
- Scooby Doo Mystery Crew & Monsters (Ensemble DE 25 Figurines et Accessoires)

### Parodies
Comme la plupart des franchises populaires, Scooby-Doo a été parodié et a fait des parodies.
- La série de télévision et de bandes dessinées culte Buffy contre les vampires met en scène un groupe de personnages qui se désignent eux-mêmes sous le nom de "Scooby Gang" et qui, de la même manière, combattent des forces surnaturelles et résolvent des mystères liés à des monstres surnaturels. La série contient des influences évidentes de Scooby-Doo, où les "Scoobies" utilisent des livres pour chercher des monstres. Sarah Michelle Gellar, l'actrice qui joue le rôle de Buffy Summers dans la série, a ensuite joué le rôle de Daphne Blake dans les films en prises de vues réelles Scooby-Doo et Scooby-Doo 2 : Les monstres se déchaînent.
- Scooby-Doo et l'équipe de Mystère et Cie (basée sur leur incarnation classique de 1972, par opposition à leurs incarnations plus récentes) apparaissent dans la deuxième partie de l'épisode « Bat-Mite présente : les Plus Étranges Enquêtes de Batman ! » de Batman : L'Alliance des héros dans lequel ils font équipe avec Batman et Robin pour sauver Weird Al qui a été enlevé par le Joker et le Pingouin.
- La chanson Scooby-Doo and the Snowmen Mystery a été publiée en 1972 au Royaume-Uni par le label Music for Pleasure.
- Le film Wayne's World comprend une fin alternative appelée « Scooby-Doo Ending » dans laquelle il est révélé qu'un personnage du film portait un masque. Elle comprend également une référence à la phrase emblématique « Voyons qui c'est vraiment » avant de retirer le masque. Lorsque le coupable se révèle être le vieil homme Withers, propriétaire du parc d'attractions hanté local, Withers murmure "Et j'aurais pu m'en tirer, aussi, si ce n'était pas pour ces enfants qui se mêlent de tout !".
- Le film Le Bouffon de l'horreur (Funny Man) compte un personnage nommé Thelma Fudd, parodiant Vera joué par Rhona Cameron.
- Jay et Bob contre-attaquent a une brève scène où les personnages titre font du stop dans la Mystery Machine avec Scooby et la bande.
- Le groupe de filk Ookla the Mok ouvre son album de 2003 Oh Okay LA par la chanson W.W.S.D.? (What Would Scooby Do?, « Que ferait Scooby ? »), qui propose un système déontologique de philosophie morale basé sur les actions de Scooby-Doo.
- En octobre 1999, Cartoon Network a réalisé une parodie Scooby-Doo du Projet Blair Witch intitulée Le projet Scooby-Doo.
- Une parodie de Scooby-Doo est apparue dans l'épisode de Mad « Kitchen Nightmares Before Christmas / How I Met Your Mummy ».
- Scooby-Doo a été parodié dans l'épisode de Futurama Futurama et ses amis, où les personnages de Planet Express jouent le rôle de la bande (Bender en Scooby, Hermes en Fred, Leela en Daphne, Amy en Velma et Fry en Shaggy).
- L'épisode « ¡Viva los Muertos! » des Venture Bros. présente une version à peine parodiée de la bande en tant que mécréants vieillissants et révolus, les personnages correspondant à des tueurs en série et à des figures radicales, par exemple Fred étant mélangé à Ted Bundy pour former le personnage composite "Ted".

- La série est parodiée dans le clip animé de la chanson Ghost de Mystery Skulls.
- La série animée "Arthur" a une parodie de Scooby-Doo appelée "Spooky-Poo".
- Dans l'épisode Korn et le mystère mystérieux des pirates fantômes de South Park, le groupe de nu metal Korn, parodiant Scooby et sa bande, s'attaque à une invasion de mystérieux "pirates fantômes". Ils demandent l'aide de Stan Marsh, Kyle Broflovski, Eric Cartman et Kenny McCormick, et après avoir résolu le mystère, ils interprètent Falling Away from Me de leur album Issues.
- Harvey Birdman, Attorney at Law défend le gang contre des accusations de possession dans l'épisode "Shaggy Busted" de 2002.
- Après avoir vaincu et capturé un équipage de pirates dans le jeu vidéo de rôle Golden Sun : L'Âge perdu, l'un des pirates emprisonnés déclare : « Tout se serait bien passé si vous n'aviez pas été là pour vous mêler de tout ! ».
- Dans l'épisode The Cruel Giggling Ghoul de Teen Titans Go!, chaque Titan endosse le rôle d'un membre du Scooby Gang (avec Beast Boy dans le rôle de Scooby) pour enquêter sur un mystère dans un parc d'attractions effrayant, avec l'aide de LeBron James. Le Scooby Gang apparaît plus tard dans l'épisode croisé « Cartoon Feud », où Control Freak les force à affronter les Titans dans Family Feud.
- Le roman Meddling Kids (2017) d'Edgar Cantero parodie non seulement Scooby-Doo, mais aussi les séries policières pour adolescents (comme les Frères Hardy, Nancy Drew et les Famous Five) en général.
- La série télévisée Supernatural de The CW a croisé la franchise Scooby-Doo dans l'épisode Scoobynatural, diffusé le 29 mars 2018. Cette collaboration animée mettait en scène les trois personnages principaux de Supernatural (Sam, Dean et Castiel) ainsi que Scooby et la bande alors qu'ils font équipe pour résoudre un mystère surnaturel.
- Velma a fait une apparition dans La Grande Aventure Lego 2, interprétée par Trisha Gum.
- L'épisode Crush 4U, Where RU? de la série Harvey Street Kids fait pleinement référence à la série Scooby-Doo, notamment dans le titre.
- Scoub 2 avec Anne-Élisabeth Blateau de Stéphane Berla

- Dans l'épisode Z.O.I.N.C.S. de American Dad!, Francine, Hayley, Steve, Jeff et Klaus enquêtent sur la disparition de Stan le soir d'Halloween, déguisés en Scooby Gang.

## Apparitions dans des publicités télévisées et des promotions

### Publicités
Adidas
Têtes d'air
Bob
Boomerang
Burger King
Chevrolet
Télévision directe
Colombe
Rouleaux de fruits
Halifax
Kellogg's
LEGO
MetLife
Paul
Plaza Shopping
Post Céréales
Ferme d'État
Walmart

### Promotions
Réseau de dessins animés
Les vendredis de dessins animés
Cartoon Network Amérique latine
Pare-chocs "Powerhouse" de Cartoon Network
Cartoon Network : le meilleur endroit pour les dessins animés
Ville du CN
Road Runner contre Coyote : Le Grand Jeu XXVIII
Scooby-Doo/Courage the Lâche Chien Scare-A-Thon
Scooby pour toujours !
Programme spécial du 1er 13e programme annuel de remise des prix Fancy Anvil : Live in Stereo

## Parodies et références à la culture pop

### Publicités télévisuelle et radio
- 2004 : Go-Gurt
- 2004 : Adidas

### Doodle de Google
- 2010 : Halloween[36],[37]

### Bandes dessinées
Les premiers albums dérivés de la série sont publiés par Gold Key Comics de décembre 1969 à décembre 1974. Charlton publie ensuite 11 albums de février à octobre 1975[réf. nécessaire].
Depuis, les bandes dessinées de Scooby-Doo ont été publiées par Marvel Comics (9 numéros écrits par Mark Evanier et dessinés par Dan Spiegle), Harvey Comics (réimpression d'albums Charlton), Archie Comics et DC Comics, qui continuent de publier le mensuel Scooby-Doo[réf. nécessaire].

#### Collection Télé Junior
Un album de 48 pages couleurs avec couverture souple plastifiée a été éditée en octobre 1980 contenant six histoires :
- Le trésor de la Momie
- Grand Mère est de sortie !
- La ville fantôme
- L'empire des vampires
- Le monstre du musée
- La guerre de sécession a cessé

#### Jungle Kids (Jungle édition)
Scénario : Ivan Velez Jr. ; dessins : Robert Pope
- 2005 : À la chasse aux fantômes
- 2006 : Pas de panique !
- 2006 : Ouh là là !
- 2007 : Suivez ce monstre
- 2007 : Pétoches et lampes de poches
- 2007 : Quelle trouille !
- 2008 : La Mystery Machine

#### Panini Kids (Panini Comics édition)
Scénario : Mickael Kraiger ; dessins : Robert Pope
- 2008 : Vous avez dit fantômes ?
- 2009 : Fantôme dans tous ses états
- 2009 : Mystères à gogo
- 2009 : Les Fantômes du stade
- 2010 : Y a pas de sushis à se faire
- 2010 : Le Scooby-Gang en vacances
- 2010 : Silence on tourne
- 2011 : Manoir maudit !
- 2011 : Drôles de pirates
- 2011 : Gobelins à gogo

#### Jungle Kids (Jungle édition)
Scénario : John Rozum, Scott Gross, Paul Kupperberg ; dessins : Scott Neely, Fabio Laguna, Scott Gross
- 2012 : Le Retour des monstres
- 2012 : Aliens et Compagnie
- 2013 : Tous espions
- 2013 : Frousse et Frissons
- 2014 : Sauve qui peut !

#### Scooby-Doo Apocalypse
Scénario : Keith Giffen, J.M. DeMatteis ; dessins : Howard Porter, Dale Eaglesham, Pat Olliffe
- 2016 :
- 2017 :
- 2018 :
- 2019 :

### Magazines
- Scooby-Doo ! : magazine bimestriel publié depuis 2004 par Panini France ; nouvelle série à partir de 2008, octobre 2012 et encore recommencé début 2015 en devenant trimestriel jusqu'au numéro 9 de février-mars-avril 2017 où il a disparu ;
- Scooby-Doo ! Gang : magazine trimestriel publié de 2008 à 2015 par Panini France.
- Scooby-Doo ! Mystères associés : magazine trimestriel publié de janvier à septembre 2016 par Panini Kids. Il n'a eu que trois numéros avant de se faire remplacer par Scooby-Doo ! Hors-série.
- Scooby-Doo ! Hors-série : magazine hors-série. Sa dernière version remplaçait Scooby-Doo ! Mystères associés, et celle-ci n'a eu que deux magazines sortis en octobre et décembre 2016.

### Livres

#### Collection Ma Petite Collec'
- Scooby-Doo ! - Tome 1 - Les Beignets Ont Disparu
- Scooby-Doo ! - Tome 2 : Le chalet hanté
- Scooby-Doo ! - Tome 3 : Gare aux loups-garous !
- Scooby-Doo ! - Tome 4 : Un Fantôme Dans Le Jardin
- Scooby-Doo ! - Tome 5 : Le Voleur de pommes
- Scooby-Doo ! - Tome 6 : Panique au stade
- Scooby-Doo ! - Tome 7 : La course monstre
- Scooby-Doo ! - Tome 8 : La Valentine disparue
- Scooby-Doo ! - Tome 9 : Alerte aux momies
- Scooby-Doo ! - Tome 10 : Quelle Pagaille Au Musée !

#### Collection Scooby-Doo
- 2007 : Scooby-Doo (Détective) et l'affaire du monstre marin, Tome 1
- 2007 : Scooby-Doo - Tome 24 : Scooby-Doo et le plongeur des grands fonds

#### Collection James Gelsey
- Scooby-Doo et l'effrayant skateboarder
- Scooby-Doo et la monstrueuse peluche géante
- Scooby-Doo et la Diseuse de bonne aventure
- Scooby-Doo et le Monstre de Frankenstein
- 2003 : Scooby-Doo et la Malédiction de la momie
- 2003 : Scooby-Doo et la Vengeance du vampire
- 2003 : Scooby-Doo et le Château hanté
- 2003 : Scooby-Doo et le Fantôme du pirate
- 2004 : Scooby-Doo et le Fantôme hip-hop
- 2004 : Scooby-Doo et le Magicien masqué
- 2004 : Scooby-Doo et le Monstre du parc d'attractions
- 2004 : Scooby-Doo et le Pilote fantôme
- 2004 : Scooby-Doo et le Stade hanté
- 2004 : Scooby-Doo et l'Homme des neiges
- 2005 : Scooby-Doo et le Gorille fantôme
- 2005 : Scooby-Doo et le Rodéo de l'angoisse
- 2005 : Scooby-Doo et le Trésor du zombie
- 2005 : Scooby-Doo et l'Épouvantail
- 2005 : Scooby-Doo et l'Homme des cavernes
- 2005 : Scooby-Doo et l'Horrible Karateka
- 2006 : Scooby-Doo et la Poupée infernale
- 2006 : Scooby-Doo et l'Abominable Spectre
- 2006 : Scooby-Doo et le Robot détraqué

#### Collection Warner bros (édition Bb Rose Verte)
- 2014 : Monstrueux mystère à Crystal Cove
- 2014 : L'élixir du vampire
- 2014 : L'ombre du gnome
- 2015 : La malédiction du corps sans tête
- 2015 : Le justicier de la mort
- 2015 : La terreur de la nuit

#### Whitman
- 1976 : Scoubidou et le Trésor du Pirate

#### Sagaédition
- Scooby-Doo... et Hong Kong Fou Fou

Scooby-Doo : Le monde et ses Mystères
30 septembre 2020 : Scooby-Doo - Album du film

#### Panini
5 avril 2005 : Scooby-Doo: Monster Makes (Unknown)
GénérationOn, Scooby-Doo Doo Good

### Autres Références
- Jérémy: Histoire vraie pour une vie trop courte : livre dans lequel Scooby-Doo a été mentionné
- Chiens de Mark Alizart : idem
- Zed & Dean: Les incubes de Manhattan #1 : idem
- 2020 : Call Me Boss ! : idem

### CD chanson
- Le générique Scooby-Doo, Where Are You? a été repris par les groupes MXPX (punk), Matthew Sweet (punk), Jinkies (ska).
- 1978 : Scooby-Doo And Friends* – Exciting Christmas Stories
- 1980 : Annie Cordy (chanteuse belge francophone) à chanter une musique sur Scoubidou.
- 1997 : Je zappe et je mate de Passi, il parle de Scooby-Doo dans les paroles
- 2005 : I'm Not Scoobidoobidoo de Fat Dog
- 2018 : Scooby-Doo Pa Pa de DJ Kass

## Jeux

### Lego
Une gamme Lego est sortie en 2015 avec cinq produits inspirés de différents épisodes et films : Le Mystère du musée de la momie, Les Aventures mystérieuses en avion, La Machine mystérieuse, Le Phare hanté et La Maison mystérieuse.

### Playmobil
Une gamme Playmobil est sortie en 2021 avec plusieurs produits de la licence,dont la mystery machine.

### Jeux vidéo
Revoir les dates
- 1983 : Scooby-Doo's Maze Chase de Mattel Electronics sur Intellivision
- 1986 : Scooby-Doo de Elite Systems et Gargoyle Games sur Commodore 64 et Amstrad CPC
- 1991 : Scooby-Doo and Scrappy-Doo de Hi-Tec Software et Pal Developments sur Amiga, Commodore 64, Atari ST et Amstrad CPC
- 1995 : Scooby-Doo Mystery de Sunsoft et Acclaim sur Super Nintendo et Mega Drive Illusions Gaming de Acclaim Entertainment sur Sega Genesis (A réécrire comme il faut)
- 1999 : Scooby-Doo! Mystery of the Fun Park Phantom de Engineering Animation, Inc. et SouthPeak Interactive sur Microsoft Windows
- 2000 : Scooby-Doo! Mystery Adventures: Scooby-Doo: Showdown in Ghost Town, Scooby-Doo: Phantom of the Knight, and Scooby-Doo: Jinx at the Sphinx de The Learning Company sur Microsoft Windows
- 2001 : Scooby-Doo! Classic Creep Capers de Digital Eclipse et THQ sur Game Boy et Nintendo 64
- 2001 : Scooby-Doo ! Poursuite dans la ville fantôme de The Learning Company France et Terraglyph sur PC
- 2001 : Scooby-Doo ! Le Mystère du château hanté de The Learning Company France sur PC
- 2002 : Scooby-Doo ! La Nuit des 100 frissons de THQ et Heavy Iron Studios sur PlayStation 2 et GameCube
- 2002 : Scooby-Doo de THQ sur Game Boy Advance
- 2002 : Scooby-Doo et la Cybertraque de THQ et Warner Interactive sur Game Boy Advance et PlayStation
- 2004 : Scooby-Doo ! Le Livre des ténèbres de THQ sur PlayStation 2, Xbox, GameCube et Game Boy Advance
- 2004 : Scooby-Doo 2 : Les monstres se déchaînent de THQ et Awem Studio sur PC, Game Boy Advance
- 2005 : Scooby-Doo ! Démasqué de THQ et A2M sur Nintendo DS, PlayStation 2, Xbox, GameCube, Game Boy Advance
- 2006 : Scooby-Doo ! Qui regarde qui ? de THQ et Human Soft sur Nintendo DS & PSP
- 2007 : Scooby-Doo ! Panique à Hollywood ! de Mindscape et Asylum Entertainment sur PC
- 2008 : Scooby-Doo ! Le Secret du Sphinx de Mindscape sur PC
- 2009 : Scooby-Doo ! Opération chocottes de Torus Games et Warner Bros. Interactive Entertainment sur Wii, Nintendo DS et PlayStation 2[39]
- 2010 : Scooby-Doo ! Panique dans la marmite de Torus Games et Warner Bros. Interactive Entertainment sur Wii, Nintendo DS et PlayStation 2[40]
- 2014: Scooby-Doo & Looney Tunes Cartoon Universe : Adventure de WB Games sur 3DS
- 2015 : Lego Dimensions sur Xbox 360, Xbox one, PS3, PS4, Wii U
- 2022 : MultiVersus sur Xbox one, Xbox Series X, Xbox Series S,PS4, PS5, PC

### Jeux en ligne (sur internet)
- La mine en folie[41]
- Scooby-Doo Mystery Machine Ride 2[42]
- Scooby-Doo Beach BMX[43]
- Scooby-Doo and the Creepy Castle[44]
- Scooby-Doo! Dress Up[45]
- LEGO Scooby-Doo Échappe-toi de l'île hantée[46]
- Quoi de neuf Scooby-Doo ? La descente infernale[47]
- Scooby-Doo Fantôme poursuite[48]
- Scooby-Doo Mystères Associés Crystal Cove en ligne[49]

Existe plus, faut essayer de les retrouver :
- Scooby-Doo Le Panier[50]
- Scooby-Doo Cut Cut[51]

#### Jeux sur téléphone
- LEGO Scooby-Doo
- Déco-Pilote avec Boomerang[52]
- Make & Race 2 (Déco-Pilote 2) avec Boomerang
- Boomerang All Stars
- Playtime avec Boomerang
- Scooby-Doo! Mystery Cases avec WB Kids
- 3D Runner Where is the Mystery
- Cartoon Puzzle - Jigsaw Puzzles Box for Scooby Doo

### Jeux de Société
- ? : Monopoly: Scooby-Doo - Fright Fest Edition
- ? : Monopoly: Scooby-Doo! - Collector's Edition
- 1978 : Scooby Doo... Where Are You! Game
- 1978 : Scooby Doo.. och Monstret
- 1980 : Scooby-Doo Game
- 1983 : Scooby-Doo and Scrappy-Doo Game
- 1999 : Scooby-Doo! Mystery Card Game
- 1999 et 2003 : Scooby-Doo! Where Are You?: Clue
- 2019 : Clue: Scooby-Doo! - 50th Anniversary Edition
- 2020 : Scooby-Doo! Betrayal at Mystery Mansion
- 2020 : Scooby-Doo: Escape from the Haunted Mansion

## Spectacles
- 2001-2009 : Scooby-Doo in Stagefright[Qui ?][Où ?]
- 2009-2011 : Scooby-Doo et les Pirates fantômes de Rémy Caccia et Grégoire Dey, Olympia et tournée
- 2012-2013 : Scooby-Doo 2 : Le Mystère de la Pyramide de Rémy Caccia et Grégoire Dey, Folies Bergère et tournée[53]
- 2013 : Scooby-Doo Live! Musical Mysteries
- 2016 : Scooby-Doo Live! Level Up
- 2021 : Scooby-Doo ! et la légende de l'Eldorado - (Scooby-Doo and the Lost City of Gold) - Prévu (initialement prévu pour 2020 mais repoussé pour cause de la crise sanitaire)

## Attractions
- 1984 : Scooby-Doo's Ghoster Coaster
- 1990-2002 : The Funtastic World of Hanna-Barbera (ride)
- 1998 : Scooby's Ghoster Coaster
- 2001 : Scooby-Doo's Haunted Mansion
- 2002 : Scooby-Doo Spooky Coaster
- 2004 : Scooby-Doo and the Haunted Mansion
- 2018 : Scooby-Doo! The Museum of Mysteries